# Élections cantonales de 1988 en Ille-et-Vilaine
Les élections cantonales ont lieu les 25 septembre et 2 octobre 1988.

## Contexte départemental

### Assemblée départementale sortante
Avant les élections, le conseil général d'Ille-et-Vilaine est présidé par Pierre Méhaignerie, membre du CDS.
Il comprend 51 conseillers généraux issus des 51 cantons d'Ille-et-Vilaine.
| Parti                                       | Sigle | Élus |
| ------------------------------------------- | ----- | ---- |
| Majorité (41 sièges)                        |       |      |
| Centre des démocrates sociaux               | CDS   | 16   |
| Divers droite                               | DVD   | 11   |
| Rassemblement pour la République            | RPR   | 8    |
| Parti républicain                           | PR    | 4    |
| Centre national des indépendants et paysans | CNIP  | 2    |
| Opposition (10 sièges)                      |       |      |
| Parti socialiste                            | PS    | 10   |
| Président du conseil général                |       |      |
| Pierre Méhaignerie (CDS)                    |       |      |

## Résultats à l'échelle du département

### Résultats
| Partis politiques ou coalitions | Partis politiques ou coalitions          | Premier tour | Premier tour | Premier tour | Second tour | Second tour | Second tour | Total |
| Partis politiques ou coalitions | Partis politiques ou coalitions          | Voix         | %            | Sièges       | Voix        | %           | Sièges      | Total |
| ------------------------------- | ---------------------------------------- | ------------ | ------------ | ------------ | ----------- | ----------- | ----------- | ----- |
|                                 | Parti socialiste - PRG - DVG             | 48 261       | 35,34        | 0            | 43 413      | 52,94       | 11          | 11    |
|                                 | Parti communiste français                | 6 586        | 4,82         |              |             |             |             |       |
|                                 | Gauche parlementaire                     | 55 274       | 40,47        | 0            | 43 413      | 52,94       | 11          | 11    |
|                                 |                                          |              |              |              |             |             |             |       |
|                                 | Union pour la démocratie française (UDF) | 41 944       | 30,71        | 8            | 17 162      | 20,93       | 1           | 9     |
|                                 | Rassemblement pour la République (RPR)   | 19 967       | 14,62        | 2            | 12 029      | 14,67       | 0           | 2     |
|                                 | Divers droite                            | 14 145       | 10,36        | 1            | 9 395       | 11,46       | 1           | 2     |
|                                 | Droite parlementaire                     | 76 056       | 55,68        | 11           | 35 586      | 47,06       | 2           | 13    |
|                                 |                                          |              |              |              |             |             |             |       |
|                                 | Écologistes (ECO)                        | 3 004        | 2,20         |              |             |             |             |       |
|                                 | Front national                           | 1 946        | 1,42         |              |             |             |             |       |
|                                 |                                          |              |              |              |             |             |             |       |
| Inscrits                        | Inscrits                                 | 283 673      | 100,00       |              | 171 428     | 100,00      |             |       |
| Abstentions                     | Abstentions                              | 143 907      | 50,73        |              | 87 449      | 51,01       |             |       |
| Votants                         | Votants                                  | 139 766      | 49,27        |              | 83 979      | 48,99       |             |       |
| Blancs et nuls                  | Blancs et nuls                           | 3 178        | 2,27         |              | 1 980       | 2,36        |             |       |
| Exprimés                        | Exprimés                                 | 136 588      | 97,73        |              | 81 999      | 97,64       |             |       |

### Résultats en nombre de sièges
| Parti                                       | Sièges mis en jeu | Élus | Évolution |
| ------------------------------------------- | ----------------- | ---- | --------- |
| Centre des démocrates sociaux               | 16                | 15   | -1        |
| Divers droite                               | 11                | 10   | -1        |
| Rassemblement pour la République            | 8                 | 7    | -1        |
| Parti républicain                           | 4                 | 3    | -1        |
| Centre national des indépendants et paysans | 2                 | 2    | 0         |
| App. PS                                     | 0                 | 3    | +3        |
| Parti socialiste                            | 10                | 11   | +1        |

### Assemblée départementale à l'issue des élections
| Parti                                       | Sigle | Élus |
| ------------------------------------------- | ----- | ---- |
| Majorité (37 sièges)                        |       |      |
| Centre des démocrates sociaux               | CDS   | 15   |
| Divers droite                               | Mod   | 10   |
| Rassemblement pour la République            | RPR   | 7    |
| Parti républicain                           | PR    | 3    |
| Centre national des indépendants et paysans | CNIP  | 2    |
| Opposition (14 sièges)                      |       |      |
| Parti socialiste                            | PS    | 11   |
| App. PS                                     | DVG   | 3    |
| Président du conseil général                |       |      |
| Pierre Méhaignerie (CDS)                    |       |      |

### Élection du président
| Candidats | Candidats                | Premier tour | Premier tour | Premier tour |
| Candidats | Candidats                | Voix         | %            |              |
| --------- | ------------------------ | ------------ | ------------ | ------------ |
|           | Pierre Méhaignerie (CDS) | 37           | 72,55        |              |
|           | Jean-Louis Tourenne (PS) | 14           | 27,45        |              |

## Arrondissement de Rennes

### Canton de Rennes-Nord-Ouest (ex III)
- Conseiller sortant : Frédéric Venien (PS), élu depuis 1982.

| Candidats | Candidats         | Étiquette | Premier tour | Premier tour | Second tour | Second tour |  |
| Candidats | Candidats         | Étiquette | Voix         | %            | Voix        | %           |  |
| --------- | ----------------- | --------- | ------------ | ------------ | ----------- | ----------- |  |
|           | Frédéric Venien * | PS        | 2 580        | 48,65        | 3 504       | 63,14       |  |
|           | Alain Mordelet    | PR        | 1 656        | 31,23        | 2 046       | 36,86       |  |
|           | Dominique Hervé   | Verts     | 355          | 6,69         |             |             |  |
|           | Janine Palm       | PSU       | 268          | 5,05         |             |             |  |
|           | Éric Berroche     | PCF       | 237          | 4,47         |             |             |  |
|           | Christian Barbier | FN        | 207          | 3,90         |             |             |  |
|           |                   |           |              |              |             |             |  |
| Inscrits  | Inscrits          | Inscrits  | 14 664       | 100,00       | 14 664      | 100,00      |  |
| Votants   | Votants           | Votants   | 5 379        | 36,68        | 5 688       | 38,79       |  |
| Exprimés  | Exprimés          | Exprimés  | 5 303        | 98,59        | 5 550       | 97,57       |  |

* Conseiller général sortant

### Canton de Rennes-Nord (ex IV)
- Conseiller sortant : Jacques Cressard (App.RPR), élu depuis 1973 ne se représente pas.

| Candidats | Candidats             | Étiquette | Premier tour | Premier tour | Second tour | Second tour |  |
| Candidats | Candidats             | Étiquette | Voix         | %            | Voix        | %           |  |
| --------- | --------------------- | --------- | ------------ | ------------ | ----------- | ----------- |  |
|           | Paul Ruaudel          | DVD (*)   | 3 833        | 42,65        | 4 951       | 50,10       |  |
|           | Lucien Rose           | PS        | 3 546        | 39,46        | 4 930       | 49,90       |  |
|           | Yves Cochet           | Verts     | 957          | 10,65        |             |             |  |
|           | Pierre Boudet         | PCF       | 280          | 3,12         |             |             |  |
|           | Marcel Soulaine       | FN        | 230          | 2,56         |             |             |  |
|           | Bertrand Casteret     | POBL      | 57           | 0,63         |             |             |  |
|           | Jean-Philippe Chauvin | Act° fr   | 57           | 0,63         |             |             |  |
|           | Colette Leleu         | POE       | 27           | 0,30         |             |             |  |
|           |                       |           |              |              |             |             |  |
| Inscrits  | Inscrits              | Inscrits  | 20 668       | 100,00       | 20 668      | 100,00      |  |
| Votants   | Votants               | Votants   | 9 117        | 44,11        | 10 095      | 48,83       |  |
| Exprimés  | Exprimés              | Exprimés  | 8 987        | 98,57        | 9 881       | 97,88       |  |

### Canton de Rennes-Nord-Est (ex V)
- Conseiller sortant : Jean-Michel Boucheron (PS), élu depuis 1976.

La trop faible participation (32,85 %) empêche l'élection au premier tour de Jean-Michel Boucheron malgré ses 51,83 % : il ne réunit que 16,78 % des inscrits or il en faut au minimum 25 % pour être élu au premier tour.
| Candidats | Candidats               | Étiquette | Premier tour | Premier tour | Second tour | Second tour |  |
| Candidats | Candidats               | Étiquette | Voix         | %            | Voix        | %           |  |
| --------- | ----------------------- | --------- | ------------ | ------------ | ----------- | ----------- |  |
|           | Jean-Michel Boucheron * | PS        | 1 969        | 51,83        | 2 439       | 60,71       |  |
|           | Pierre Abbeg            | PR        | 1 336        | 35,17        | 1 578       | 39,29       |  |
|           | Jean-Michel Héry        | PCF       | 195          | 5,13         |             |             |  |
|           | Jean-Louis Chessa       | FN        | 138          | 3,63         |             |             |  |
|           | Hervé Guérin            | ex PSU    | 95           | 2,50         |             |             |  |
|           | Patrick Guilbert        | POBL      | 66           | 1,74         |             |             |  |
|           |                         |           |              |              |             |             |  |
| Inscrits  | Inscrits                | Inscrits  | 11 736       | 100,00       | 11 736      | 100,00      |  |
| Votants   | Votants                 | Votants   | 3 855        | 32,85        | 4 094       | 34,88       |  |
| Exprimés  | Exprimés                | Exprimés  | 3 799        | 98,55        | 4 017       | 98,12       |  |

* Conseiller général sortant

### Canton de Rennes-Centre-Sud (ex IX)
- Conseiller sortant : Albert Renouf (PS), élu depuis 1976 ne se représente pas.

La trop faible participation (39,53 %) empêche l'élection au premier tour de Jeannine Huon malgré ses 50,49 % : elle ne réunit que 19,70 % des inscrits or il en faut au minimum 25 % pour être élu au premier tour.
| Candidats | Candidats          | Étiquette | Premier tour | Premier tour | Second tour | Second tour |  |
| Candidats | Candidats          | Étiquette | Voix         | %            | Voix        | %           |  |
| --------- | ------------------ | --------- | ------------ | ------------ | ----------- | ----------- |  |
|           | Jeannine Huon      | PS (*)    | 2 263        | 50,49        | 2 634       | 56,57       |  |
|           | Brigitte Moulin    | CDS       | 1 722        | 38,42        | 2 022       | 43,43       |  |
|           | Marc Busnel        | PCF       | 243          | 5,42         |             |             |  |
|           | Jean-Louis Bernard | CNIP      | 215          | 4,80         |             |             |  |
|           | Padrig Montauzier  | POBL      | 39           | 0,87         |             |             |  |
|           |                    |           |              |              |             |             |  |
| Inscrits  | Inscrits           | Inscrits  | 11 486       | 100,00       | 11 486      | 100,00      |  |
| Votants   | Votants            | Votants   | 4 540        | 39,53        | 4 739       | 41,27       |  |
| Exprimés  | Exprimés           | Exprimés  | 4 482        | 98,72        | 4 656       | 94,58       |  |

### Canton de Rennes-Sud-Ouest (ex X)
- Conseiller sortant : Georges Cano (PS), élu depuis 1973.

| Candidats | Candidats         | Étiquette | Premier tour | Premier tour | Second tour | Second tour |
| Candidats | Candidats         | Étiquette | Voix         | %            | Voix        | %           |
| --------- | ----------------- | --------- | ------------ | ------------ | ----------- | ----------- |
|           | Georges Cano *    | PS        | 2 521        | 45,62        | 3 186       | 56,95       |
|           | Yves Pottier      | RPR       | 2 021        | 36,57        | 2 408       | 43,05       |
|           | Christian Benoist | PCF       | 772          | 13,97        |             |             |
|           | Claude Deniel     | FN        | 212          | 3,84         |             |             |
|           |                   |           |              |              |             |             |
| Inscrits  | Inscrits          | Inscrits  | 13 982       | 100,00       | 13 981      | 100,00      |
| Votants   | Votants           | Votants   | 5 628        | 40,25        | 5 738       | 41,03       |
| Exprimés  | Exprimés          | Exprimés  | 5 526        | 98,19        | 5 594       | 97,49       |

* Conseiller général sortant

### Canton de Châteaugiron
- Conseiller sortant : Pierre Le Treut (CDS) depuis 1965.

| Candidats | Candidats         | Étiquette | Premier tour | Premier tour |
| Candidats | Candidats         | Étiquette | Voix         | %            |
| --------- | ----------------- | --------- | ------------ | ------------ |
|           | Pierre Le Treut * | CDS       | 3 300        | 64,80        |
|           | Gilles Ribardière | PS        | 1 545        | 30,34        |
|           | Christian Roche   | PCF       | 248          | 4,87         |
|           |                   |           |              |              |
| Inscrits  | Inscrits          | Inscrits  | 10 914       | 100,00       |
| Votants   | Votants           | Votants   | 5 222        | 47,85        |
| Exprimés  | Exprimés          | Exprimés  | 5 093        | 97,53        |

* Conseiller général sortant

### Canton de Janzé
- Conseiller sortant : M. Maurice Drouet (CDS), élu depuis 1976.

| Candidats | Candidats            | Étiquette | Premier tour | Premier tour |
| Candidats | Candidats            | Étiquette | Voix         | %            |
| --------- | -------------------- | --------- | ------------ | ------------ |
|           | Maurice Drouet *     | CDS       | 2 469        | 70,20        |
|           | Marie-Béatrice Leray | PS        | 719          | 20,44        |
|           | Dominique Le Duff    | PCF       | 206          | 5,86         |
|           | Gilles Guimard       | FN        | 123          | 3,50         |
|           |                      |           |              |              |
| Inscrits  | Inscrits             | Inscrits  | 7 395        | 100,00       |
| Votants   | Votants              | Votants   | 3 661        | 49,51        |
| Exprimés  | Exprimés             | Exprimés  | 3 517        | 96,07        |

* Conseiller général sortant

### Canton de Mordelles
- Conseiller sortant : Jean Châtel (CDS), élu depuis 1964 ne se représente pas.

| Candidats | Candidats           | Étiquette | Premier tour | Premier tour | Second tour | Second tour |
| Candidats | Candidats           | Étiquette | Voix         | %            | Voix        | %           |
| --------- | ------------------- | --------- | ------------ | ------------ | ----------- | ----------- |
|           | Guy David           | CDS (*)   | 3 074        | 44,76        | 3 505       | 47,37       |
|           | Christian Le Maout  | PS        | 2 886        | 42,06        | 3 895       | 52,63       |
|           | Jean-Bernard Moisan | Verts     | 583          | 9,95         |             |             |
|           | Joseph Cussonneau   | PCF       | 224          | 3,26         |             |             |
|           |                     |           |              |              |             |             |
| Inscrits  | Inscrits            | Inscrits  | 13 620       | 100,00       | 13 620      | 100,00      |
| Votants   | Votants             | Votants   | 7 026        | 51,60        | 7 563       | 55,53       |
| Exprimés  | Exprimés            | Exprimés  | 6 857        | 97,60        | 7 400       | 97,85       |

## Arrondissement de Saint-Malo

### Canton de Saint-Malo-Nord
- Conseiller sortant : Louis Chopier (PS diss), élu depuis 1982.

| Candidats | Candidats            | Étiquette | Premier tour | Premier tour | Second tour | Second tour |
| Candidats | Candidats            | Étiquette | Voix         | %            | Voix        | %           |
| --------- | -------------------- | --------- | ------------ | ------------ | ----------- | ----------- |
|           | Louis Chopier *      | PS diss   | 3 052        | 33,19        | 5 467       | 54,26       |
|           | Jacques Lempereur    | RPR       | 2 007        | 21,83        | 4 609       | 45,75       |
|           | Gabriel Foligné      | DVD       | 1 546        | 16,81        |             |             |
|           | Guy Gérard           | PS        | 1 192        | 12,96        |             |             |
|           | Robert Japhet        | DVD       | 690          | 7,50         |             |             |
|           | Humbert Sachot       | FN        | 364          | 3,96         |             |             |
|           | Jean-Claude Le Sager | PCF       | 344          | 3,74         |             |             |
|           |                      |           |              |              |             |             |
| Inscrits  | Inscrits             | Inscrits  | 21 009       | 100,00       | 21 009      | 100,00      |
| Votants   | Votants              | Votants   | 9 378        | 44,64        | 10 460      | 49,79       |
| Exprimés  | Exprimés             | Exprimés  | 9 195        | 43,77        | 10 076      | 47,96       |

* Conseiller général sortant

### Canton de Châteauneuf-d'Ille-et-Vilaine
- Conseiller sortant : Bernard Cos (PR), élu depuis 1976.

| Candidats | Candidats     | Étiquette | Premier tour | Premier tour | Second tour | Second tour |
| Candidats | Candidats     | Étiquette | Voix         | %            | Voix        | %           |
| --------- | ------------- | --------- | ------------ | ------------ | ----------- | ----------- |
|           | Jean Daniel   | app PS    | 1 486        | 38,05        | 2 403       | 55,70       |
|           | Bernard Cos * | PR        | 1 453        | 37,21        | 1 911       | 44,30       |
|           | Jean Fantoux  | DVD       | 730          | 18,69        | Retrait     | Retrait     |
|           | Émile Lohat   | PCF       | 138          | 3,53         |             |             |
|           | Moïse Lesage  | FN        | 98           | 2,51         |             |             |
|           |               |           |              |              |             |             |
| Inscrits  | Inscrits      | Inscrits  | 7 075        | 100,00       | 7 075       | 100,00      |
| Votants   | Votants       | Votants   | 4 040        | 57,10        | 4 433       | 62,64       |
| Exprimés  | Exprimés      | Exprimés  | 3 905        | 55,19        | 4 314       | 60,92       |

* Conseiller général sortant

### Canton de Dinard
- Conseiller sortant : Yvon Bourges (RPR), élu depuis 1964 ne se représente pas.

| Candidats | Candidats         | Étiquette | Premier tour | Premier tour | Second tour | Second tour |
| Candidats | Candidats         | Étiquette | Voix         | %            | Voix        | %           |
| --------- | ----------------- | --------- | ------------ | ------------ | ----------- | ----------- |
|           | Marc Bonnel       | RPR (*)   | 2 637        | 32,17        | 3 130       | 35,36       |
|           | Antoine Launay    | PS        | 2 281        | 27,83        | 3 339       | 37,72       |
|           | Marius Mallet     | DVD       | 2 085        | 25,44        | 2 384       | 26,93       |
|           | François Debonnet | CNIP      | 863          | 10,53        |             |             |
|           | Maurice Bellanger | PCF       | 331          | 4,04         |             |             |
|           |                   |           |              |              |             |             |
| Inscrits  | Inscrits          | Inscrits  | 15 487       | 100,00       | 15 487      | 100,00      |
| Votants   | Votants           | Votants   | 8 390        | 54,18        | 9 056       | 58,48       |
| Exprimés  | Exprimés          | Exprimés  | 8 197        | 52,93        | 8 853       | 57,16       |

### Canton de Dol-de-Bretagne
- Conseiller sortant : Michel Esneu (RPR).

Il a remplacé Jean Hamelin (RPR) après la mort de ce dernier en décembre 1987.
| Candidats  | Candidats              | Étiquette  | Premier tour | Premier tour |
| Candidats  | Candidats              | Étiquette  | Voix         | %            |
| ---------- | ---------------------- | ---------- | ------------ | ------------ |
|            | Michel Esneu *         | RPR        | 3 187        | 67,67        |
|            | François Clinkemaillié | PS         | 1 065        | 22,61        |
|            | Georges Le Gaudu       | PCF        | 252          | 5,35         |
|            | Jean Laick             | DVD        | 206          | 4,37         |
|            |                        |            |              |              |
| Inscrits   | Inscrits               | Inscrits   | 8 972        | 100,00       |
| Abstention | Abstention             | Abstention | 4 155        | 46,31        |
| Votants    | Votants                | Votants    | 4 817        | 53,69        |
| Exprimés   | Exprimés               | Exprimés   | 4 710        | 52,50        |

* Conseiller général sortant

### Canton de Tinténiac
- Conseiller sortant : Roger Nogues (CDS), élu depuis 1964.

| Candidats | Candidats       | Étiquette | Premier tour | Premier tour |
| Candidats | Candidats       | Étiquette | Voix         | %            |
| --------- | --------------- | --------- | ------------ | ------------ |
|           | Roger Nogues *  | CDS       | 2 812        | 67,63        |
|           | Roger Rebours   | PS        | 1 161        | 27,92        |
|           | André Latreille | PCF       | 95           | 2,29         |
|           | Joël Bertrand   | FN        | 90           | 2,17         |
|           |                 |           |              |              |
| Inscrits  | Inscrits        | Inscrits  | 5 691        | 100,00       |
| Votants   | Votants         | Votants   | 4 253        | 74,73        |
| Exprimés  | Exprimés        | Exprimés  | 4 158        | 73,06        |

* Conseiller général sortant

## Arrondissement de Fougères

### Canton de Fougères-Nord
- Conseiller sortant : Jean Madelain, (CDS), élu depuis 1964 ne se représente pas.

| Candidats | Candidats              | Étiquette | Premier tour | Premier tour |
| Candidats | Candidats              | Étiquette | Voix         | %            |
| --------- | ---------------------- | --------- | ------------ | ------------ |
|           | Marie-Thérèse Boisseau | CDS       | 4 318        | 56,44        |
|           | Louis Feuvrier         | AD        | 2 701        | 35,30        |
|           | Jean-Claude Guillerm   | PCF       | 483          | 6,31         |
|           | Thérèse-Paule Legey    | FN        | 149          | 1,95         |
|           |                        |           |              |              |
| Inscrits  | Inscrits               | Inscrits  | 16 435       | 100,00       |
| Votants   | Votants                | Votants   | 7 910        | 48,14        |
| Exprimés  | Exprimés               | Exprimés  | 7 651        | 46,55        |

### Canton d'Antrain
- Conseiller sortant : Raymond Duval (DVD), élu depuis 1976.

| Candidats | Candidats       | Étiquette | Premier tour | Premier tour | Second tour | Second tour |
| Candidats | Candidats       | Étiquette | Voix         | %            | Voix        | %           |
| --------- | --------------- | --------- | ------------ | ------------ | ----------- | ----------- |
|           | Michel Lahogue  | app PS    | 1 733        | 35,92        | 2 301       | 45,32       |
|           | Raymond Duval * | DVD       | 1 365        | 28,29        | 1 713       | 33,74       |
|           | Yves Fesnoux    | RPR       | 1 235        | 25,60        | 1 063       | 20,94       |
|           | Jean Bouel      | UDF       | 387          | 8,02         |             |             |
|           | Roger Thébault  | PCF       | 105          | 2,18         |             |             |
|           |                 |           |              |              |             |             |
| Inscrits  | Inscrits        | Inscrits  | 6 837        | 100,00       | 6 837       | 100,00      |
| Votants   | Votants         | Votants   | 4 984        | 72,90        | 5 187       | 75,87       |
| Exprimés  | Exprimés        | Exprimés  | 4 825        | 70,57        | 5 077       | 74,26       |

* Conseiller général sortant

### Canton de Saint-Aubin-du-Cormier
- Conseiller sortant : Pierre Renault (RPR), élu depuis 1982.

| Candidats | Candidats        | Étiquette | Premier tour | Premier tour |
| Candidats | Candidats        | Étiquette | Voix         | %            |
| --------- | ---------------- | --------- | ------------ | ------------ |
|           | Pierre Renault * | RPR       | 1 933        | 55,40        |
|           | Joseph Dibon     | PS        | 1 459        | 41,82        |
|           | Jean Lanoë       | FN        | 49           | 1,40         |
|           | Victor Gacon     | PCF       | 48           | 1,38         |
|           |                  |           |              |              |
| Inscrits  | Inscrits         | Inscrits  | 5 409        | 100,00       |
| Votants   | Votants          | Votants   | 3 571        | 66,02        |
| Exprimés  | Exprimés         | Exprimés  | 3 489        | 64,50        |

* Conseiller général sortant

## Arrondissement de Vitré

### Canton de Vitré-Est
- Conseiller sortant : Pierre Méhaignerie (CDS), président du conseil général, élu depuis 1976.

| Candidats | Candidats            | Étiquette | Premier tour | Premier tour |
| Candidats | Candidats            | Étiquette | Voix         | %            |
| --------- | -------------------- | --------- | ------------ | ------------ |
|           | Pierre Méhaignerie * | CDS       | 4 709        | 76,53        |
|           | Jim Giner            | PS        | 832          | 13,52        |
|           | Marcel Lacour        | Verts     | 332          | 5,40         |
|           | Félix Leturc         | PCF       | 227          | 3,69         |
|           | Lina Charlot         | POE       | 53           | 0,86         |
|           |                      |           |              |              |
| Inscrits  | Inscrits             | Inscrits  | 12 764       | 100,00       |
| Votants   | Votants              | Votants   | 6 381        | 49,99        |
| Exprimés  | Exprimés             | Exprimés  | 6 153        | 48,21        |

* Conseiller général sortant

### Canton d'Argentré-du-Plessis
- Conseiller sortant : Jean Bourdais (CDS) élu depuis 1970.

| Candidats | Candidats       | Étiquette | Premier tour | Premier tour |
| Candidats | Candidats       | Étiquette | Voix         | %            |
| --------- | --------------- | --------- | ------------ | ------------ |
|           | Jean Bourdais * | CDS       | 3 360        | 83,94        |
|           | Marcel Tireau   | PS        | 596          | 14,89        |
|           | Chantal Fuchs   | PCF       | 47           | 1,17         |
|           |                 |           |              |              |
| Inscrits  | Inscrits        | Inscrits  | 7 518        | 100,00       |
| Votants   | Votants         | Votants   | 4 160        | 55,34        |
| Exprimés  | Exprimés        | Exprimés  | 4 003        | 96,23        |

* Conseiller général sortant

### Canton de La Guerche-de-Bretagne
- Conseiller sortant : Emmanuel Pontais (CDS), élu depuis 1973.

| Candidats | Candidats          | Étiquette | Premier tour | Premier tour |
| Candidats | Candidats          | Étiquette | Voix         | %            |
| --------- | ------------------ | --------- | ------------ | ------------ |
|           | Patrick Lassourd   | RPR       | 2 492        | 53,45        |
|           | Emmanuel Pontais * | CDS       | 1 363        | 29,24        |
|           | Guy Gerbaud        | PS        | 752          | 16,13        |
|           | Armelle Tanvez     | PCF       | 55           | 1,18         |
|           |                    |           |              |              |
| Inscrits  | Inscrits           | Inscrits  | 7 793        | 100,00       |
| Votants   | Votants            | Votants   | 4 756        | 61,03        |
| Exprimés  | Exprimés           | Exprimés  | 4 662        | 98,02        |

* Conseiller général sortant

## Arrondissement de Redon

### Canton de Redon
- Conseiller sortant : Jean-Baptiste Lelièvre (CDS) élu depuis 1970.

| Candidats | Candidats                | Étiquette | Premier tour | Premier tour |
| Candidats | Candidats                | Étiquette | Voix         | %            |
| --------- | ------------------------ | --------- | ------------ | ------------ |
|           | Jean-Baptiste Lelièvre * | CDS       | 3 079        | 52,64        |
|           | Jean-Paul Thomas         | PS        | 1 702        | 29,10        |
|           | Francis Macé             | PCF       | 626          | 10,70        |
|           | Jakez Lesouef            | Verts     | 442          | 7,56         |
|           |                          |           |              |              |
| Inscrits  | Inscrits                 | Inscrits  | 11 850       | 100,00       |
| Votants   | Votants                  | Votants   | 5 898        | 49,77        |
| Exprimés  | Exprimés                 | Exprimés  | 5 849        | 99,17        |

* Conseiller général sortant

### Canton de Guichen
- Conseiller sortant : Jacques Renault (RPR), élu depuis 1970.

| Candidats | Candidats          | Étiquette | Premier tour | Premier tour | Second tour | Second tour |
| Candidats | Candidats          | Étiquette | Voix         | %            | Voix        | %           |
| --------- | ------------------ | --------- | ------------ | ------------ | ----------- | ----------- |
|           | Jacques Renault *  | RPR       | 2 615        | 46,61        | 2 731       | 43,71       |
|           | Marcel Hamel       | app PS    | 2 542        | 45,31        | 3 517       | 56,29       |
|           | Jean-Claude Sanson | PCF       | 453          | 8,07         |             |             |
|           |                    |           |              |              |             |             |
| Inscrits  | Inscrits           | Inscrits  | 11 387       | 100,00       | 11 382      | 100,00      |
| Votants   | Votants            | Votants   | 5 739        | 50,40        | 6 359       | 55,87       |
| Exprimés  | Exprimés           | Exprimés  | 5 610        | 97,75        | 6 248       | 98,25       |

* Conseiller général sortant

### Canton de Maure-de-Bretagne
- Conseiller sortant : Georges François (PR), élu depuis 1986. Il remplace Ange Barré (CDS), décédé en 1986.

| Candidats | Candidats          | Étiquette | Premier tour | Premier tour |
| Candidats | Candidats          | Étiquette | Voix         | %            |
| --------- | ------------------ | --------- | ------------ | ------------ |
|           | Georges François * | PR        | 2 228        | 76,48        |
|           | Marcel Jouannaud   | PS        | 426          | 14,62        |
|           | André Boutin       | FN        | 137          | 4,70         |
|           | Joël François      | PCF       | 122          | 4,19         |
|           |                    |           |              |              |
| Inscrits  | Inscrits           | Inscrits  | 4 950        | 100,00       |
| Votants   | Votants            | Votants   | 2 968        | 59,96        |
| Exprimés  | Exprimés           | Exprimés  | 2 913        | 98,15        |

* Conseiller général sortant

## Ancien arrondissement de Montfort-sur-Meu

### Canton de Montfort-sur-Meu
- Conseiller sortant : Roger Beaulieu (PS), élu depuis 1976 ne se représente pas.

| Candidats | Candidats        | Étiquette | Premier tour | Premier tour | Second tour | Second tour |
| Candidats | Candidats        | Étiquette | Voix         | %            | Voix        | %           |
| --------- | ---------------- | --------- | ------------ | ------------ | ----------- | ----------- |
|           | Jacques Pilorge  | CDS       | 3 273        | 46,89        | 3 718       | 50,04       |
|           | Victor Préauchat | PS (*)    | 2 713        | 38,87        | 3 712       | 49,96       |
|           | Gérard Aubaud    | CG        | 598          | 8,57         |             |             |
|           | Alfred Legros    | PCF       | 396          | 5,67         |             |             |
|           |                  |           |              |              |             |             |
| Inscrits  | Inscrits         | Inscrits  | 13 638       | 100,00       | 13 637      | 100,00      |
| Votants   | Votants          | Votants   | 7 125        | 52,24        | 7 588       | 55,65       |
| Exprimés  | Exprimés         | Exprimés  | 6 980        | 97,96        | 7 430       | 97,92       |

Cette élection est annulée. En janvier 1989 une partielle est organisée.

#### Partielle de 1989
| Candidats | Candidats         | Étiquette | Premier tour | Premier tour | Second tour | Second tour |
| Candidats | Candidats         | Étiquette | Voix         | %            | Voix        | %           |
| --------- | ----------------- | --------- | ------------ | ------------ | ----------- | ----------- |
|           | Jacques Pilorge * | CDS       | 3 622        | 47,41        | 4 209       | 49,78       |
|           | Victor Préauchat  | PS        | 3 377        | 44,20        | 4 246       | 50,22       |
|           | Gérard Aubaud     | CG        | 373          | 4,88         |             |             |
|           | Alfred Legros     | PCF       | 268          | 3,51         |             |             |
|           |                   |           |              |              |             |             |
| Inscrits  | Inscrits          | Inscrits  | 13 615       | 100,00       | 13 614      | 100,00      |
| Votants   | Votants           | Votants   | 7 728        | 56,76        | 8 580       | 63,02       |
| Exprimés  | Exprimés          | Exprimés  | 7 640        | 98,86        | 8 455       | 98,54       |

* Conseiller général sortant

### Canton de Saint-Méen-le-Grand
- Conseiller sortant : André Guillou (RPR), élu depuis 1964.

| Candidats | Candidats            | Étiquette | Premier tour | Premier tour |
| Candidats | Candidats            | Étiquette | Voix         | %            |
| --------- | -------------------- | --------- | ------------ | ------------ |
|           | André Guillou *      | RPR       | 3 115        | 78,58        |
|           | Jean-Pierre Josselin | PS        | 774          | 19,53        |
|           | Jean-Yves Aubry      | PCF       | 75           | 1,89         |
|           |                      |           |              |              |
| Inscrits  | Inscrits             | Inscrits  | 6 600        | 100,00       |
| Votants   | Votants              | Votants   | 4 067        | 61,62        |
| Exprimés  | Exprimés             | Exprimés  | 3 964        | 97,47        |

* Conseiller général sortant